# Юва
Юва́ (рос. Юва) — село у складі Красноуфімського міського округу (Натальїнськ) Свердловської області.
Населення — 1236 осіб (2010, 1162 у 2002).
Національний склад станом на 2002 рік: марійці — 74 %.